# Comtes de Tusculum
Les comtes de Tusculum furent l'une des plus puissantes familles nobles du Latium, province entourant Rome, du Xe  au  XIIe siècle. Ils dominaient la ville de Tusculum et la région environnante.
Les comtes étaient issus de la famille des Théophylactes, une famille sénatoriale romaine. Ils disparurent lorsque Raino, mort vers 1179, céda ses possessions à la fin du XIIe siècle. Peu après, en 1191, la ville de Tusculum fut totalement détruite par l'armée de la ville de Rome.

## Un clan dominant la politique romaine et la papauté auXesiècle
La famille fournit nombre de papes et d'antipapes durant le XIe siècle. Ils créèrent une formule politique originale de confusion entre la papauté et les intérêts familiaux, car à cette époque le pape était choisi dans les rangs de la noblesse romaine, mais aussi, parce qu'à travers certaines de leurs femmes, il exercèrent ce qui fut appelé par certains historiens, la pornocratie.
La famille des comtes de Tusculum a dominé la papauté de 904 à 963, avec d'autres familles romaines comme la famille Crescenzi, la famille Orsini, la famille Mancini, la famille Colonna, ... Ils formaient ce que les historiens italiens nomment les Famiglie baronali romane qui eurent l'essentiel du pouvoir politique jusqu'au sac de Rome en 1527.
Les comtes de Tusculum restèrent les arbitres des affaires politiques et religieuses romaines pendant plus de cent ans ; en général, ils conservèrent une ligne pro-byzantine et anti-germanique.
Après 1049, la papauté Tusculani s'acheva avec l'avènement de Léon IX. En fait, cette politique était largement à l'origine de la réaction connue sous le nom de réforme grégorienne. Les évènements suivants (après 1062) confirmèrent un glissement dans les rapports de force politiques régionaux, les comtes prenant le parti de l'Empereur contre la Rome des réformateurs. En 1059, la réforme des élections introduites par Nicolas II mit fin à la formule noblesse-papauté.

### Les Théophylactes
Théophylacte Ier, le fondateur de la dynastie, était sénateur et cumulait la gestion du trésor et des troupes militaires de Rome (magister militum), il contrôlait la papauté avec ses alliés dont Albéric Ier à qui il donna la main de sa fille Marozie Ire. Le couple hérita du même pouvoir. Marozie se remaria avec Guy de Toscane demi-frère d'Hugues d'Arles ou de Provence, le roi d'Italie. Elle est finalement chassée de Rome par Albéric II, fils de son premier mariage. Ce Albéric II épouse la fille d'Hugues d'Arles pour conforter sa position.

#### Généalogie
Théophylacte († 927)
+Théodora Ire
Marozie Ire
+ 1) Serge III, pape de 904 à 911
Jean XI, pape de 931 à 936 (? ; son père serait plutôt Albéric Ier ci-après)
+ 2) Albéric Ier duc de Spolète
Albéric II duc de Spolète (?-?)
Alda
Octavien, pape sous le nom de Jean XII de 955 à 964
+ 3) Guy de Toscane
+ 4) Hugues d'Arles
Théodora II
+ Jean
Jean XIII, pape de 965 à 972
Théodora III
+ Jean de Naples
Marozie II
+Théophylacte II
Grégoire de Tusculum
Théophylacte, pape sous le nom de Benoît VIII de 1012 à 1024
Romain, pape sous le nom de Jean XIX de 1024 à 1033
Albéric III
Grégoire II
Théophylacte, pape sous le nom de Benoît IX
Pierre, consul, dux et senator Romanorum
Octave
Guy
Benoît X, antipape de 1058 à 1060
Berthe
Hildebrand, pape sous le nom de Grégoire VII de 1073 à 1085
Stéphanie
+Benoît Ier
Benoît II de Sabine
+Théodora

## Les Comtes et leur titre
Cette liste est partielle et incomplète au Xe siècle et la chronologie et les dates sont souvent incertaines. Ils apparaissent comme comtes à partir de 1013, seigneurs auparavant :
- avant 924 Théophylacte Ier,
- jusqu'à 924 Albéric Ier, duc de Spolète, gendre de Théophylacte Ier,
- 924 à 954 Albéric II, duc de Spolète, fils d'Albéric I et de Marozie
- avant 1013 Grégoire I, Excellentissimus vir - Praefectus navalis, fils de Marozie II et Théophylacte II, arrière-petit-fils de Théophylacte Ier,
- jusqu'à 1012 Théophylacte II (III), Pape sous le nom de Benoit VIII, fils de Grégoire I,
- 1012–1024 Romain, Consul et dux, senator, pape sous le nom de Jean XIX, frère d'Albéric III et fils de Grégoire I,
- 1024–1032 Albéric III, Imperialis palatii magister Consul et dux - Comes sacri palatii Lateranensis, frère de Théophylacte II et de Romain,
- 1032–1045 Théophylacte III (IV), pape sous le nom de Benoit IX, fils d'Albéric III,
- 1044 – 1058 Grégoire II, comte de Tusculum, Consul, nobilis vir, senator Comes Tusculanensis, fils d'Albéric III,
- 1058 – vers 1108 Grégoire III, comte de Tusculum, Comes Tusculanensis Consul, illustris, fils de Grégoire II,
- vers 1108 – 1126 Tolomeo I, Consul, comes Tusculanus, fils de Grégoire III,
- 1126–1153 Tolomeo II, Illustrissimus, dominus Consul et dux, fils de Tolomeo I,
- 1153 – vers 1167 Jonathan, Comes de Tusculano, co-seigneur avec Raino, fils de Tolomeo II,
- 1153–1179 Raino, Comte de Tusculum, Nobilis vir, dominus, frère de Jonathan, co-seigneur avec Jonathan.

## La papauté sous influence

### Les papes élus sous le contrôle des Tusculani
La famille est à l'origine de l'élection de plusieurs papes :
- Serge III : (904–911)
- Anastase III : (911–913)
- Landon : (913–914)
- Jean X : (914–928), emprisonné et assassiné par Marozie
- Léon VI : (928–929)
- Étienne VII : (929–931)
- Léon VII : (936–939)
- Étienne VIII : (939–942)
- Marin II : (942–946)
- Agapet II : (946–955)

### Les papes Tusculani
Ceux qui furent comtes apparaissent en gras :
- Jean XI, fils du pape Serge III et de Marozie Ire, pape de 931 à 935.
- Jean XII, fils d'Albéric II, pape de 955 à 964, élu à l'âge de 18 ans.
- Benoit VII, neveu d'Albéric II, pape de 974 à 983.
- Benoit VIII, fils de Grégoire I, pape de 1012 à 1024.
- Jean XIX, fils de Grégoire I, pape de 1024 à 1032.
- Benoit IX, fils d'Albéric III, pape de 1032 à 1048.
- Benoit X, antipape de 1058 à 1059.

## Successeurs
Les successeurs des comtes de Tusculum furent la famille Colonna, fondés par Pierre (1099–1151), fils de Grégoire III et surnommé Pierre "de Columna", du nom de son apanage de Colonna, à l'Est de Rome.